# Tebera-Regenbogenfisch
Der Tebera-Regenbogenfisch (Melanotaenia herbertaxelrodi), auch Lake Tebera-Regenbogenfisch genannt, ist eine Süßwasserfischart aus der Familie der Regenbogenfische (Melanotaeniidae), die im Lake Tebera-System im Norden der Gulf Province in Papua-Neuguinea vorkommt. Die Art wurde nach dem ehemaligen Herausgeber der aquaristischen Fachzeitschrift „Tropical Fish Hobbyist“ Herbert Axelrod benannt und wird deshalb auch Axelrods Regenbogenfisch genannt. Dies kann allerdings zu Verwechslungen mit Chilatherina axelrodi führen, der ebenfalls als Axelrods Regenbogenfisch bezeichnet wird.

## Merkmale
Der Tebera-Regenbogenfisch hat einen relativ hochrückigen Körper, ist seitlich stark abgeflacht und wird für gewöhnlich 9 bis 11 cm lang. Die Grundfarbe ist goldgelb bis grünlich, ein kräftiger bläulicher bis schwarzer Seitenstreifen ist je nach Stimmungslage mehr oder weniger gut sichtbar. Die unpaaren Flossen sind hinter der Körpermitte kräftig rot gefärbt. Weibchen sind blasser gefärbt, jedoch ist der Geschlechtsdimorphismus bezüglich der Färbung beim Tebera-Regenbogenfisch weniger deutlich ausgeprägt als bei anderen Melanotaenia-Arten. Ab einer Länge von 4,5 bis 5 cm werden Männchen aber deutlich hochrückiger als die Weibchen.
- Flossenformel: Dorsale 1 IV–VI, Dorsale 2 I/10–16, Anale I/17–25.

## Lebensraum
Der Lebensraum des Tebera-Regenbogenfischs liegt im zerklüfteten, südlichen Hochland von Papua-Neuguinea. Der Lake Tebera liegt im Einzugsgebiet des Purari, etwa 410 km nordwestlich von Port Moresby, der Hauptstadt von Papua-Neuguinea, und besteht aus zahlreichen, miteinander verbundenen Teichen, Quellen und Sümpfen. Das gesamte Gebiet ist etwa zehn Kilometer lang und zwei Kilometer breit und liegt in einer Höhe von 790 bis 800 m über dem Meeresspiegel. Ein einzelnes Exemplar wurde bei Karamui 38 km nördlich des Sees gefangen. In den Seen hält sich der Tebera-Regenbogenfisch vor allem in Ufernähe zwischen der Vegetation, zwischen Wurzeln der am Ufer wachsenden Bäume und zwischen Ästen, die ins Wasser gestürzt sind, auf. An der Typlokalität, einem kleinen Bach 4 km östlich des Lake Tebera, lag die Temperatur zum Zeitpunkt der Entnahme der Typusexemplare bei 21 °C, der pH-Wert bei 7,8.

## Systematik
Der Tebera-Regenbogenfisch wurde 1981 durch den australischen Ichthyologen Gerald Allen beschrieben und gehört zu einer Gruppe nah verwandter Regenbogenfische des südlichen Berglandes, zu der auch der Aquamarin-Regenbogenfisch (Melanotaenia lacustris) und der Berg-Regenbogenfisch (Melanotaenia monticola) gehören.